# Rubus salisburgensis
Rubus salisburgensis — вид квіткових рослин з родини трояндових (Rosaceae). Ареал: Австрія, Чехія, пд.-сх. Німеччина, пд.-зх. Польща.
Вид відомий з південно-західної Польщі, де росте біля підніжжя Судет.